# FBXW11
FBXW11（F-box and WD repeat domain containing 11）またはβTrCP2（beta-transducin repeat containing protein 2）は、ヒトではFBXW11遺伝子によってコードされているタンパク質である。
FBXW11はFボックスタンパク質ファミリーに属し、このファミリーはFボックスと呼ばれる約40残基の構造モチーフによって特徴づけられる。Fボックスタンパク質はSCF複合体と呼ばれるユビキチンリガーゼ複合体の4つのサブユニットのうちの1つを構成し、必ずではないものの多くの場合、基質をリン酸化依存的に認識する。Fボックスタンパク質は、WD40リピートを有するFbxw、ロイシンリッチリピートを有するFbxl、他の相互作用モジュールを有するか識別可能なモチーフを持たないFbxoの3つのクラスに分類される。FBXW11はFbxwクラスに属し、Fボックスに加えて複数のWD40リピートを有する。このタンパク質はツメガエルのβTrCP、酵母のMet30、アカパンカビのScon2、ショウジョウバエのSlimbと相同である。哺乳類にはβTrCP1（FBXW1）と呼ばれるパラログが存在するが、両者の機能は冗長的であり区別されていないようである。

## 発見
ヒトのβTrCP（βTrCP1とβTrCP2を合わせてこう呼ぶ）は、もともとHIV-1のVpuタンパク質が細胞のCD4タンパク質をタンパク質分解装置と連結して除去するために結合するユビキチンリガーゼとして同定された。その後、βTrCPはさまざまな標的の分解を媒介し、複数の細胞過程を調節していることが示された。細胞周期の調節因子は、βTrCPの基質を構成する主要なグループの1つとなっている。S期の間、βTrCPはホスファターゼCDC25Aの分解を促進することでCDK1の抑制状態を維持しているが、G2期にはβTrCPはキナーゼWEE1を分解標的とすることでCDK1の活性化に寄与する。有糸分裂の序盤には、βTrCPはAPC/Cユビキチンリガーゼ複合体の阻害因子であるEMI1の分解を媒介している。APC/Cは、セキュリンの分解の誘導によって中期から後期への移行を担い、またCDK1を活性化するM期サイクリンサブユニットの分解を駆動することで有糸分裂の終結を担っている因子である。さらに、βTrCPはRESTを標的化することでMAD2の転写抑制を解除する。MAD2は紡錘体チェックポイントの必須の構成要素であり、全ての染色分体が紡錘体の微小管に接着するまでAPC/Cを不活性に維持している。

## 機能
βTrCPは細胞周期チェックポイントの調節に重要な役割を果たしている。遺伝毒性ストレスに応答して、βTrCPはCHK1との協働のもとでCDC25Aの分解を媒介することでCDK1の活性をオフにし、それによってDNA修復の完了前の細胞周期の進行を防いでいる。DNA複製とDNA修復からの回復時には、βTrCPはPLK1依存的にクラスピンを標的とする。
βTrCPはタンパク質の翻訳、細胞成長や細胞生存における重要な役割も浮上している。分裂促進因子に応答して、翻訳開始因子eIF4Aの阻害因子であるPDCD4はβTrCP、S6K1依存的に迅速に分解され、効率的な翻訳と細胞成長が可能となる。βTrCPはmTORやCK1αとも協働してDEPTOR（mTORの阻害因子）の分解を誘導し、mTORの十分な活性化を促進する自己増幅ループを形成する。また、βTrCPはアポトーシス促進タンパク質BimELの分解を媒介し、細胞生存を促進する。
βTrCPはリン酸化されたIκBαやβ-カテニンの分解モチーフ（destruction motif）とも結合し、おそらくNF-κB経路やWnt経路を調節することで複数の転写プログラムにおいて機能している。

## 相互作用
FBXW11またはβTrCPは次に挙げる因子と相互作用することが示されている。
- FBXW11[24]
- DLG1（英語版）[25]
- IκBα（英語版）[24][26]
- NFKB2（英語版）[27][28]
- RELA（英語版）[26]
- SKP1（英語版）[6][24][29][30][31]
- CDC34（英語版）[29][32]
- CUL1（英語版）[24][29][30]
- β-カテニン[23][33]
- WEE1（英語版）[9]
- EMI1（英語版）[10][11]
- CDC25A（英語版）[8][13]
- CLSPN（英語版）[14][15][16]
- REST[12][34]
- PDCD4（英語版）[17]
- DEPTOR[18][19][20]

## 臨床的意義
βTrCPは一部の組織ではがんタンパク質として振る舞う。βTrCPの発現上昇は、大腸がん、膵がん、肝芽腫、乳がんで観察されている。

## 関連文献
- “Prediction of the coding sequences of unidentified human genes. X. The complete sequences of 100 new cDNA clones from brain which can code for large proteins in vitro”. DNA Research 5 (3):  169–76. (Jun 1998). doi:10.1093/dnares/5.3.169. PMID 9734811.
- “Homodimer of two F-box proteins betaTrCP1 or betaTrCP2 binds to IkappaBalpha for signal-dependent ubiquitination”. The Journal of Biological Chemistry 275 (4):  2877–84. (Jan 2000). doi:10.1074/jbc.275.4.2877. PMID 10644755.
- “Mouse homologue of HOS (mHOS) is overexpressed in skin tumors and implicated in constitutive activation of NF-kappaB”. Oncogene 21 (10):  1501–9. (Feb 2002). doi:10.1038/sj.onc.1205311. PMID 11896578.
- “CUL7: A DOC domain-containing cullin selectively binds Skp1.Fbx29 to form an SCF-like complex”. Proceedings of the National Academy of Sciences of the United States of America 99 (26):  16601–6. (Dec 2002). doi:10.1073/pnas.252646399. PMC 139190. PMID 12481031.
- “Degradation of Cdc25A by beta-TrCP during S phase and in response to DNA damage”. Nature 426 (6962):  87–91. (Nov 2003). Bibcode: 2003Natur.426...87B. doi:10.1038/nature02082. PMID 14603323.
- “A physical and functional map of the human TNF-alpha/NF-kappa B signal transduction pathway”. Nature Cell Biology 6 (2):  97–105. (Feb 2004). doi:10.1038/ncb1086. PMID 14743216.
- “M-phase kinases induce phospho-dependent ubiquitination of somatic Wee1 by SCFbeta-TrCP”. Proceedings of the National Academy of Sciences of the United States of America 101 (13):  4419–24. (Mar 2004). Bibcode: 2004PNAS..101.4419W. doi:10.1073/pnas.0307700101. PMC 384762. PMID 15070733.
- “Towards a proteome-scale map of the human protein-protein interaction network”. Nature 437 (7062):  1173–8. (Oct 2005). Bibcode: 2005Natur.437.1173R. doi:10.1038/nature04209. PMID 16189514.
- “Holoprosencephaly and preaxial polydactyly associated with a 1.24 Mb duplication encompassing FBXW11 at 5q35.1”. Journal of Human Genetics 51 (8):  721–6. (2006). doi:10.1007/s10038-006-0010-8. PMID 16865294.
- “Silencing of both beta-TrCP1 and HOS (beta-TrCP2) is required to suppress human immunodeficiency virus type 1 Vpu-mediated CD4 down-modulation”. Journal of Virology 81 (3):  1502–5. (Feb 2007). doi:10.1128/JVI.01711-06. PMC 1797504. PMID 17121803.
- “Large-scale mapping of human protein-protein interactions by mass spectrometry”. Molecular Systems Biology 3 (1):  89. (2007). doi:10.1038/msb4100134. PMC 1847948. PMID 17353931.